# ذا ليجند أوف زيلدا: بريث أوف ذا وايلد
ذا ليجند أوف زيلدا: بريث أوف ذا وايلد (بالإنجليزية: The Legend of Zelda: Breath of the Wild‎؛ باليابانية: ゼルダの伝説 ブレス オブ ザ ワイルド‎، ‏زيرودا نو دينستسوه بريسوه أوبوه زا وايرودوه) هي لعبة فيديو من نوع الأكشن-مغامرات من سلسلة « ذا ليجند أوف زيلدا ».اللعبة من تطوير نينتندو إنترتينمنت بلانينغ أند دفيلوبمنت، ونشرتها نينتندو على نظامي وي يو ونينتندو سويتش في سنة 2017.

شعار اللعبة القادمة

تلقت ذا ليجند أوف زيلدا: بريث أوف ذا وايلد إشادة واسعة من النقاد وصحافة ألعاب الفيديو حول العالم، لدرجة باتت تُصنف كإحدى أعظم ألعاب الفيديو في التاريخ.

## القصة
تقعُ أحداث نَفَسْ البَرّيَّة في نهاية السلسلة الزمنية للعبة زيلدا في مملكة هَايْرَالْ. في العصور القديمة، قامَ قوم الشيكا القديمة بتطوير هَايْرَالْ إلى حضارة متقدمة، محمية بأربع آلات ضخمة بشكل حيواني تسمى الوحوش المقدّسة وجيش من الأسلحة الذاتية التحكم يُدعى الحراس. عندما ظهر الشر القديم المعروف باسم البلاء غانون وأخذَ بتهديدِ ممكلة هَايْرَالْ، تم إعطاء أربعة محاربين عظماء لقب الأبطال، وقام كل منهم بقيادة واحدة من الوحوش المقدّسة لإضعافِ غانون بينما قاتلت الأميرة ذات الدم الإلهي وفارسها المعين فهزماهُ وَختماه.
بعد عشرة آلاف سنة، تراجعت مملكة هَايْرَالْ لتصبح دولة في العصور الوسطى. بقراءة نبوءات أسلافهم، تَعَرَّفَ شعب هَايْرَالْ على علامات عودة غانون وحفر المناطق المحيطة لاكتشاف الوحوش المقدّسة والحراس. خلال هذا الوقت، تدربت الأميرة زيلدا بجدية لإيقاظ سِحر الخَتم اللازم لهزيمة غانون بينما تحاول الحفاظ على أبحاثها الشخصية. في الوقت نفسه، تم تعيين فارس لحمايتها: لينك، هيلياني تم اختياره بسبب قدرته على التعامل مع سيف الأسياد، المعروف أيضًا باسم "السيف الأسطوري الذي يختم على الظلمات". بعدما طلبت زيلدا منه ذلك، اجتمع الأبطال - الباسلة ميفا، أميرة زورا البحرية؛ ريفالي، رامي سهام من ريتو الشبيه بالطيور؛ داروك، محارب الجبال من غورون؛ وأوربوسا، رئيس الجرودو الذين يعيشون في الصحاري - لقيادة الوحوش المقدّسة (فاه روتا، فاه ميدوه، فاه رودانيا، فاه نابوريس، على التوالي) بينما تواجه زيلدا ولينك غانون مباشرة.
ومع ذلك، عندما ظهر غانون في عيد ميلاد زيلدا السابع عشر، استولى على الحراس والوحوش المقدّسة، وحولهم ضد هَايْرَالْ. قتل الملك روام والأبطال، ودمر جزء كبير من المملكة، وأصيب لينك بجروح خطيرة أثناء حماية زيلدا أثناء ذهابهما إلى حصن هاتينو. قامت زيلدا بتحرير قدراتها الختمية، مستخدمة إياها لإنقاذ لينك. أخذت زيلدا لينك إلى مأوى للشفاء، وأخفت سيف الأسياد في غابة الكوروك تحت حماية شجر ديكو الكبير، واستخدمت سحر الضوء لختم نفسها وغانون في قلعة هَايْرَالْ. جاءت هذه الحادثة الكارثية لتُعرَف معَ مرور الوقت بواقعة البلاء الأكبر.
بعد مرور قرن من الزمن في غرفة علاج في ضريح البعث، استيقظ لينك الذي فقد ذاكرته في هَايْرَالْ المدمرة الآن. يلتقي برجل عجوز، يكشف في النهاية عن نفسه كروح متبقية من الملك روام. يشرح روام أن غانون، المختوم في قلعة هَايْرَالْ، أصبح أقوى؛ يتوسل لينك لهزيمة غانون قبل أن يستعيد كامل قوته، فيتحرر ويدمر العالم.
يتحد لينك مع إيمبا، كبيرة الشيكا التي خدمت سابقا الأسرة الملكية، فترشدهُ أن يحرر الوحوش المقدّسة. يسافر لينك عبر هَايْرَالْ، يعود إلى أماكنَ مِن ماضيه ويستعيد ذكرياته. بناءً على طلب شعب هَايْرَالْ، يصعد الأبطال الأربعة الوحوش المقدّسة ويطهروها من آفة غانون، مما يحرر أرواح الأبطال المتوفين من هَايْرَالْ ويسمح لهم بقيادة الوحوش المقدّسة مرة أخرى. بعد تحرير أرواح الأبطال، يهب كل منهم لينك قدرة. يعطيه ميفا نعمة ميفا، قدرة على الشفاء، ويعطيه ريفالي عصف ريفالي، قدرة على الطيران، ويعطيه داروك حماية داروك، التي تمنح الحصانة ضد الهجمات، ويعطيه أوربوزا غضبة أوربوزا، مما يتيح له إنشاء صاعقة. في هذا السّعي، يُساعدُ لينك كلٌّ مِن سيدون أمير زورا وَأخت ميفا الأصغر سنا؛ يونوبو، النسل الجبان لداروك؛ تيبا، محارب ريتو؛ وريجو، ولية أمر قوم الغيرودو. بعد الحصول على سيف الأسياد من غابة الكوروك، يدخل لينك قلعة هَايْرَالْ ويواجه غانون. الوحوش المقدّسة يضعفونه، وبعد أن يهزمه لينك، يتحول إلى الوحش المظلم غانون في محاولة لتدمير العالم. زيلدا تعطي لينك قوس النور، الذي يسمح له بإضعافِ غانون بما فيه الكفاية لزيلدا حتى تتمكنَ مِن ختمهِ، مع استعادة السلام والسماح لأرواح الملك روام والأبطال بالرحيل إلى الحياة الأخرى. بتحسس وجودهم، يبتسم لينك وزيلدا بفرح.
إذا كان اللاعبون قد وجدوا جميع الذكريات الثلاثة عشر في مهمة "الذكريات الملتقطة" الرئيسية، يقومون بفتح مقطع فيديو ما بعد الفيديو الذي تعلن فيه زيلدا أنه يجب إعادة بناء هَايْرَالْ وَأنها وَلينك يجب أن يبدأوا في هذه العملية بمفردهم. بينما يتفحص لينك وزيلدا هَايْرَالْ ويبدآنِ في استعادتها إلى مجدها السابق، تفصح له الأميرة أنه على الرغم من تراجع قوتها مع مرور الوقت، إلا أنها تقبلت الأمر.

## ميزات اللعبة
تتميز اللعبة بأن يكون شخصية لينك (بطل اللعبة) يسير في العالم المفتوح، بخلاف الأجزاء السابقة للسلسلة زيلدا، حيث يتمكن لينك لدخول وخروج الغابات والأجواء الريفية، وحيث يتمكن من تسلق الجبال وقطع الأشجار وحرق الأعشاب بكل حرية، وتركيزه على قتل الخصوم من المتوحشين بعدة طرق سحرية جاذبة كالأسلحة أو العوامل الطبيعية أو الحيوانات.

## وصلة خارجية
- ذا ليجند أوف زيلدا: بريث أوف ذا وايلد على موقع IMDb (الإنجليزية)
- الموقع الرسمي
 (بالإنجليزية)

1. ↑  The Hylians, Sheikah, Zora, Rito, Gorons, and Gerudo